# Allotisis notablis
Allotisis notablis är en skalbaggsart som beskrevs av Wang 2000. Allotisis notablis ingår i släktet Allotisis och familjen långhorningar. Inga underarter finns listade i Catalogue of Life.